# 盧拉鎮區 (明尼蘇達州法里博縣)
盧拉鎮區（英語：Lura Township）是位於美國明尼蘇達州法里博縣的一個行政鎮區。

## 地方資料
盧拉鎮區的面積為91.18平方千米，當中陸地面積為91.16平方千米，而水域面積為0.02平方千米。根據2020年美國人口普查的數據，當地共有人口158人，而人口密度為每平方千米1.73人。